# 木卫三十二
木卫三十二（S/2001 J 4，Eurydome，yoor-ID-ə-mee；希腊语：Ευριδόμη），又名Jupiter XXXII，是木星的一个衛星。由斯科特·谢泼德所領導的夏威夷大學研究小組於2001年發現。
其直徑約為3公里，軌道平均半徑為23,231 Mm，軌道周期為723.359地球日，與黃道間的軌道傾角為149°（与木星赤道147°），運轉方向為逆行，軌道離心率为0.3770。
它在2003年8月被命名为Eurydome，是希腊神话中宙斯（Jupiter）认为的卡里忒斯的母亲。
它是帕西法尔卫星群中的成员，而帕西法尔衛星群是一群環繞木星逆行的不規則衛星，它們的軌道半長軸在22.8與24.1 Gm之間，且軌道傾角都在144.5°和158.3°之间。